# Эсенкул уулу, Чолпонбек
Чолпонбек Эсенкул уулу (род. 15 января 1986, Аламудун, Аламединский район) — киргизский футболист, полузащитник. Выступал за сборную Кыргызстана.

## Биография

### Клубная карьера
На взрослом уровне дебютировал в 2003 году в составе «Абдыш-Аты» в высшей лиге Кыргызстана, забив 11 голов в предварительной части сезона и стал лучшим бомбардиром своего клуба в том сезоне.
В 2003 году перешёл в юношеский состав немецкого клуба «Арминия» (Билефельд), где провёл два сезона. В сезоне 2005/06 выступал в Оберлиге Вестфалии за «Гютерсло», но не был основным игроком, сыграв всего 5 матчей, из них 4 — не полностью. Сезон 2006/07 начал в составе австрийского «Куфштайна» из региональной лиги Запад, сыграл 6 матчей на старте сезона, но в последнем из них был удалён с поля, после чего более не играл за команду.
В 2006 году вернулся в «Абдыш-Ату», за которую выступал в дальнейшем около десяти лет. В 2010 году был избран капитаном команды. Неоднократный серебряный и бронзовый призёр чемпионата страны, обладатель Кубка Кыргызстана. Признавался лучшим полузащитником национального чемпионата (2010).
В 2015 году перешёл в «Алгу», но заканчивал тот сезон в команде первой лиги «Наше Пиво», с которой стал финалистом национального кубка. В 2016 году снова играл за «Абдыш-Ату», а по окончании сезона завершил профессиональные выступления.

### Карьера в сборной
В национальной сборной Кыргызстана дебютировал 18 октября 2007 года в отборочном матче чемпионата мира против Иордании (2:0) и в этой же игре забил свой первый гол. 25 марта 2011 года в матче против Камбоджи (4:3) сделал «дубль» после выхода на замену. Последний матч за сборную провёл 5 сентября 2014 года против Казахстана.
Всего в 2007—2014 годах сыграл за сборную Кыргызстана 9 матчей и забил 3 гола.
Также в 2014 году принимал участие в Азиатских играх в составе олимпийской сборной страны, в качестве одного из трёх футболистов старше 23 лет. На турнире сыграл все 3 матча своей команды.